# جان کارتی
جان کارتی (انگلیسی: John J. Carty؛ ۱۴ آوریل ۱۸۶۱ – ۲۷ دسامبر ۱۹۳۲) یک مهندس برق اهل ایالات متحده آمریکا بود.
وی همچنین در سال ۱۹۱۶ برنده جایزهٔ مدال فرانکلین شده است.